# Liste des édifices religieux de Luxembourg (ville)
Note : cette liste n'est pas exhaustive.

## Lieux de culte catholique
- Cathédrale Notre-Dame, rue Notre-Dame Ville-Haute.
- Église de la Sainte-Famille de Nazareth, rue de Beggen Beggen.
- Église Saint-Pie X, rue d'Amsterdam Belair.
- Église Marie Reine de la Paix, place Léon XIII Bonnevoie-Sud.
- Église du Saint-Esprit, rue de Trèves Cents.
- Église Saint-Joseph, rue Verte Cessange.
- Église Sainte-Cunégonde, allée Pierre Mansfeld Clausen.
- Église Saint-Hubert, rue du Château Dommeldange.
- Église du Sacré-Cœur, rue du Fort Élisabeth Gare.
- Église Sainte-Thérèse, rue de Gasperich Gasperich.
- Église Saint-Jean, rue de Munster Grund.
- Église de l'Exaltation de Sainte-Croix, rue Haute Hamm.
- Église Saints Pierre et Paul, route d'Esch Hollerich.
- Église Saint-Joseph, avenue Victor Hugo Limpertsberg.
- Église Saint-Gengoul, rue de Merl Merl.
- Église Saint-Fiacre, rue des Sept Arpents Mühlenbach.
- Église Saint-Henri, rue de Neudorf Neudorf.
- Église Saint-Antoine, montée des Tilleuls Rollingergrund.
- Église Saint-Alphonse, rue des Capucins Ville-Haute.
- Église Saint-Michel, rue Sigefroi Ville-Haute.
- Église Saint-Martin, rue Henri Lamormesnil Weimerskirch.
- Abbaye de Neumünster, rue de Munster (elle héberge le Centre culturel de rencontre abbaye de Neumünster) Grund.
- Chapelle du Christ Roi, avenue Gaston-Diderich Belair.
- Chapelle des franciscains, avenue Gaston-Diderich Belair.
- Chapelle Saint-Martin, rue d'Eich Eich.
- Chapelle Saint-Quirin, rue de Prague Grund.
- Chapelle Notre-Dame du Salut des Infirmes, rue des Maraîchers Kirchberg.
- Chapelle du Siechenhof, rue de Stavelot Pfaffenthal.
- Chapelle de l'hospice civil, rue Mohrfels Pfaffenthal.
- Chapelle hospitalière Sainte-Élisabeth, boulevard Joseph II Ville-Haute.
- Chapelle de la Nativité de la Bienheureuse Vierge- Marie, rue Nicolas Adames Ville-Haute.
- Chapelle-oratoire, avenue de la Rollingergrund.
- Chapelle-oratoire, rue de Rollingergrund Rollingergrund.

## Lieux de culte anglican
- Église anglicane de Luxembourg, avenue Marie-Thérèse Ville-Haute.

## Lieux de culte orthodoxe
- Église Saint-Mathieu, rue Saint-Mathieu Pfaffenthal.
- Église Saints-Apôtres Pierre et Paul, rue Jean-Pierre Probst Ville-Haute.
- Église orthodoxe serbe, rue de Pulvermühl Pulvermühl.

## Lieux de culte protestant
- Temple de la Trinité, rue de la Congrégation Ville-Haute.
- Église évangélique La Rencontre, rue du Laboratoire Bonnevoie-Nord.
- Église néo-apostolique, rue de la Déportation Gasperich.

## Lieux de culte israélite
- Synagogue de Luxembourg, avenue Monterey Ville-Haute.

## Lieux de culte mormon
- Église de Jésus-Christ des saints des derniers jours, rue de Beggen Beggen.

## Lieux de culte des Témoins de Jéhovah
- Salle du royaume, rue d'Alsace Gare.

## Lieux de culte du bahaïsme
- Temple baha’i, allée Léopold Goebel Belair.